# Deferiet, New York
Deferiet, New York (енгл. Deferiet) град је у америчкој савезној држави Њујорк.

## Демографија
По попису из 2010. године број становника је 294, што је 15 (-4,9%) становника мање него 2000. године.
| Група             | 2000.       | 2010.       |
| Белци             | 287 (92,9%) | 269 (91,5%) |
| Афроамериканци    | 5 (1,6%)    | 9 (3,1%)    |
| Азијати           | 5 (1,6%)    | 3 (1,0%)    |
| Хиспаноамериканци | 4 (1,3%)    | 5 (1,7%)    |
| Укупно            | 309         | 294         |